# Chiesa di San Michele Arcangelo (Grammichele)
La chiesa di San Michele Arcangelo conosciuta come chiesa Madre,  è la matrice di Grammichele, in provincia di Catania  Titolare della chiesa e patrona della località oltre a san Michele Arcangelo è santa Caterina d'Alessandria. I fedeli scelsero il santo Arcangelo Michele perché protettore dei terremoti.

## Storia
Nel gennaio del 1693 un forte terremoto distrusse la località di Occhiolà, che aveva come santa patrona santa Caterina d'Alessandria,  compreso la sua grande chiesa matrice fu quindi il vescovo Francesco Fortezza dell'Arcidiocesi di Siracusa a ordinare il 18 marzo del medesimo anno, la costruzione di una nuova grande chiesa vietando che venissero edificati ulteriori edifici di culto, prima della chiesa Madre: «di rifabbricarsi in nessun luogo, città o terra della nostra diocesi, chiesa alcuna se prima non sia fabbricata o restaurata la chiesa matrice e, nel caso si sia dato principio a rifabbricare qualche chiesa, facciano cessare i lavori se prima non si sia provveduto alla chiesa Matrice.» Il progetto di una grande chiesa non fu però subito realizzato e nel 1720 parti del territorio destinato alla sua costruzioni furono ceduti all'amministrazione comunale per la costruzione del nuovo palazzo Comunale.
La sua costruzione fu possibile grazie alle offerte della popolazione e del principe Butera Carlo Maria Carafa Branciforti, e il 18 aprile 1693 fu fondata la nuova città di Grammichele con la posa della prima pietra della nuova chiesa matrice dedicata a san Michele Arcangelo. La chiesa fu però edificata solo trent'anni dopo, è infatti del 1722 il bando di concorso, poi vinto dall'architetto Andrea Amato che fu pagato con 15 onze, per il modello in pianta e prospettico della nuova chiesa. Nel 1724 furono quindi ripresi i lavori con la posa della prima pietra tra un grande festeggiamento. Venne assunto come capomastro, Onofrio Grosso che ultimò i lavori delle fondamenta nel medesimo anno. Nel settembre del 1743 risultano ultimati i lavori di parte dell'edificio con i relativi pagamenti. Ma per ultimare la costruzione servirono altri vent'anni, infatti il 19 agosto 1749 l'allora vescovo Francesco Testa, durante la visita pastorale relazionava la non ultimazione dei lavori: «lamenta che la costruzione della Matrice, dopo il lodevole entusiasmo iniziale, vada adesso abbastanza a rilento.». I lavori furono quindi ripresi e la chiesa fu aperta al culto nel 1757 come indicato sull'ingresso laterale: «Locus iste-sanctus est-in quo orat Sacerdos-pro peccatis Populi 1757».
https://www.grammichele.eu/10525/come-nato-il-culto-dei-santi-patroni-di-grammichele/
A completamento nel 1765 fu posto l'organo a canne da parte dell'organaio Giuseppe Platania di Acireale, e l'ultimazione della cupola con il lanternino solo nel 1798 a cui fecero seguito lavori di decoro nel biennio successivo a opera dei Giuseppe e Amodeo Fantauzzo, fratelli di Barrafranca.
La chiesa fu eletta a collegiata il 22 febbraio 1835 vista la presenza di 8 canonici e 8 sostituti, nominati dal vescovo di Caltagirone Benedetto Denti e il parroco fu nominato arcidiacono. La rendita di tre mulini che erano stati donati dalle sorelle Carmela e Antonia Velardita Garangivano furono il sostentamento della collegiata: «per l’erezione e mantenimento di un collegio di canonici a servizio e decoro della medesima».
Nei primi anni del Novecento, la chiesa si presentava però non in buone condizioni, furono quindi eseguiti lavori di ammodernamento con la riparazione della copertura e il rifacimento degli infissi. Lavori che furono sovvenzionati in parte dalla curia, e in parte dallo stato. Al cavaliere Saverio Giandinoto si deve il rifacimento della pavimentazione e la costruzione di una sala a forma ellittica che fungesse da archivio e da locale dedicato ai restauri delle opere d'arte danneggiate. Il 28 dicembre 1908 la località subì i danni a causa del terremoto, e anche la chiesa risultò essere danneggiata. Nel 1916 grazie alle offerte di Maria Angelico, fu possibile effettuare riparazioni sia delle pareti che della zona presbiteriale. Furono inoltre donati nuovi arredi. Nei decenni successivi furono realizzate le cappelle dei santi patroni e del crocifisso.
Nel 1935 alcuni stucchi si staccarono dalla cappella del Crocifisso obbligando la chiesa a essere chiusa per quattro anni, a cui seguirono importanti lavori di legatura e consolidamento. Solo il 26 ottobre 1957 la chiesa fu nuovamente consacrata con la collocazione negli altari di alcune reliquie di santi.
Il nuovo millennio trovò la chiesa nuovamente restaurata anche nella facciata, restando chiusa al culto per sette anni e riaperta nel 2011.

## Descrizione

### Esterno
L'edificio di culto è posto sul lato orientale dell'imponente piazza a pianta esagonale, anticipato da un'ampia gradinata che rende l'edificio leggermente più arretrato rispetto agli altri palazzi che si affacciano sulla grande piazza. Il fronte principale in stile dorico a salienti progettato dal messinese Andrea Amato, anticipa le tre navate interne, si presenta su tre ordini con volute di raccordo, che formano la composizione a torre che si conclude con un'ampia trifora che ospita le campane. L'ordine inferiore si divide in cinque sezioni da lesene che nella parte laterali si presentano doppie. Nella sezione centrale vi è il portale con paraste in pietra dove è incisa la scritta: «Divo MIchaeli Arcangelo Dicatum». La decorazione modanata superiore ospita due angeli laterali mentre centrale vi è la statua del santo titolare, mentre due nicchie vuote sono poste a lato.
Una cornice marcapiano divide i primi due ordini. Nel secondo con caratteristiche ioniche, vi sono due nicchie vuote nelle sezioni laterali, e una grande apertura centrale atta a illuminare l'aula. Lateralmente vi sono volute di raccordo che operano anche da contrafforti coronate da due puntali. Un'ulteriore cornice divide con l'ordine maggiore dove è presente la trifora con balconcini, che ospita le campane, e divisa da lesene che reggono il timpano triangolare coronato da due balconcini e dalla punta dove è ospitata la croce. Questa parte è opera di Carlo Spada del 1898.
.

### Interno
L'interno con pianta a croce latina, si sviluppa su tre navate completamente decorate che si collegano con il transetto. La parte ospita la cupola completa di calotta semisferica e coronata dal lanternino. La zona del presbiterio è anticipata dalle due cappelle dedicate al Crocifisso e al Santissimo Sacramento, ed è rialzata da tre gradini in marmo e termina con coro absidato, dotato di due cori lignei. 
Importanti opere d'arte vi sono conservate tra queste le due tele raffigurano i santi titolari: Disputa di santa Caterina d'Alessandria, che era stata regalata ai fedeli nel 1618 dal principe Branciforte di autore ignoto raffigurante l'interrogatorio della santa da parte dei filosofi inviati da Massenzio che dovevano farla desistere dalla sua fede cristiana, tela proveniente dall'antica chiesa madre distrutta dal terremoto, mentre una ulteriore opera raffigura San Michele Arcangelo con gli abiti di soldato che regge i vessillo con l'immagine della Madonna, tela risalente al Settecento.